# Helga Rydland
Helga Rydland, född Helga Balle Lund 23 juli 1884, död 22 maj 1967, var en norsk skådespelare.
Rydland filmdebuterade 1922  i Farende folk och medverkade 1926 i filmerna Vägarnas kung och Simen Mustrøens besynderlige opplevelser. År 1932 spelade hon bondmoran Aase i Fantegutten och 1934 mor i Liv. År 1956 spelade hon hushållerska i Roser til Monica som blev hennes sista filmroll.
Vid sidan av filmen var hon verksam inom teatern. Bland annat medverkande hon 1948 i en uppsättning av Henrik Ibsens Peer Gynt på Det norske teatret och 1959 i Kåre Holts Nils med luggen på Oslo Nye Teater.
Rydland var dotter till handelsmannen Wilhelm Lund (född 1859) och Helga Marie Olsen (född 1870). Hon var under en period gift med skådespelaren och teaterchefen Amund Rydland.

## Filmografi
- 1922 – Farende folk
- 1926 – Vägarnas kung
- 1926 – Simen Mustrøens besynderlige opplevelser
- 1932 – Fantegutten
- 1934 – Liv
- 1956 – Roser til Monica